# Веревское (городской округ Кашира)
Веревское — деревня в городском округе Кашира Московской области.

## География
Находится в южной части Московской области на расстоянии приблизительно 20 км на юго-восток по прямой от железнодорожной станции Кашира.

## История
Известна с 1578 года как деревня Вересково помещиков братьев Василевских а Артемия Хрущева. Потомки последнего владели деревней до 1861 года, когда в деревне было учтено 9 дворов. В 1917 году отмечено 29 дворов. В советское время работали колхозы «Работник», им. Молотова, «40 лет Октября», совхоз «Ледово». К 1995 году превратилось в дачное поселение. До 2015 года входила в состав сельского поселения Домнинского Каширского района.

## Население
Постоянное население составляло 0 человек в 2002 году, 4 в 2010.